# Poems (tomik Clary A. Merrill)
Poems – tomik Clary A. Merrill, opublikowany w 1915. Zbiorek zawiera sześćdziesiąt utworów. W jego skład weszły między innymi wiersze The Old State of Maine, All Things Speak of God, Welcome to Summer, Ode to the Northern Lights, The Songs My Mother Sung, In Memory of Appey M. Merrill, God is Love and We shall Know, A Winter Outing, Home is Where the Heart Dwells, The Mystic River, Loved Ones Passed Away, Adventure of a Lover, As it Happened, The Captive Butterfly, What Would They Do? i Courageousness, jak również Tales that were Told, Bravery, The Missing Link, He Got Left, The Jay and the Frog, The Cottage by the River, The Poet to the Artist i The Tramp 's Story. Oprócz nich do tomiku zostały włączone liryki ’Tis Easy to Get Mistaken, Song of a Suffragette, Rural Delight, Look Up, The Burning of the Turner Mill, Carpe Diem, A Bachelor's Comments on Women's Rights, Wealth vs Virtue, Be Merciful, Sunshine on the Hill, Your Real Wealth, Changeable, Pleasure, Time Brings Changes, The Winds do Blow, October i Mamma 's Story oraz Every Cloud Hath Silver Lining, Dennis O 'Neil's Dream, A Lesson Well Taught, Reminiscence, Humorous, Onward for Freedom and Right i A Mystery Explained. Poetka najczęściej posługiwała się strofą ośmiowersową, której użyła między innymi w wierszach A Tale from Mountain Grange, Uncle Joe's Soliloquy, Stop Talkin’, A Yule-Tide Missive, The Hunter, The Poetry Machine, When Daddy Rocks the Kid i Farewell to the San. Stosowała jednak również inne zwrotki, czterowersową (A Birthday Greeting, All 's Well That Endeth Well, To Mary), sześciowersową (We Know Not Why) i dziewięciowersową (Song of the Grangers’). Tomik został zadedykowany zmarłej siostrze autorki (To my Beloved Sister Appey This little book is dedicated) i poprzedzony krótkim, jednostronicowym wstępem. W charakterze motta na stronie tytułowej pojawiła się zwrotka wyrażająca przywiązanie autorki do jej stanu, Maine.
Take me back to the home
Of my youth once again —
To the dear Pine Tree State —
The Old State of Maine.